# Joaquín Yarza Luaces
José Joaquín Yarza Luaces (Ferrol, La Coruña, 16 de agosto de 1936-Barcelona, 6 de marzo de 2016) fue un historiador del arte español. El profesor Yarza inició su trayectoria profesional en Madrid. A partir de 1974, comenzó a ejercer su labor como docente en Barcelona, ciudad en la que murió. Desde allí fue un auténtico referente, sobre todo para los estudios del mundo medieval, destacado especialmente por su presencia en determinados temas renacentistas.

## Biografía
Estudió Historia del Arte en la Universidad Complutense de Madrid en los años 1961-1965, en la que comenzó su labor docente tras doctorarse con una tesis titulada “Iconografía de la miniatura de los siglos XI y XII en los reinos de Castilla y León. Durante varios años compaginó los cargos de profesor en la Universidad Complutense de Madrid (1965-1969) y de la Universidad Autónoma de Madrid (1968-1974). Fue profesor del departamento de Historia del Arte de la Universidad de Barcelona (1974-1981) y posteriormente en la Universidad Autónoma de Barcelona, donde fue catedrático de Arte.
Joaquín Yarza ha dedicado la mayor parte de su labor investigadora y literaria al estudio del arte medieval hispánico y del arte bizantino. A pesar de su casi exclusiva dedicación a la época medieval, también ha realizado exploraciones en el campo de la historia de la pintura renacentista, con estudios dedicados a Navarrete el Mudó y Alonso de Herrera y dentro del campo de la escultura, a Pedro Berruguete.
Ha publicado obras de carácter general, como Arte y arquitectura en España, 500-1250 (1987) y La Edad Media (1988) y coordinado otras sobre fuentes artísticas escritas, como Arte medieval, I y II (1982). Se ha interesado asimismo por la miniatura tanto del siglo X (Beato de Gerona, Antifonario de León), como románica (Biblia de Burgos). Es director y coautor de un manual de Historia del Arte para estudiantes de bachillerato (1978). Ha participado en obras de carácter divulgativo como Pintura gótica (1987) o Arte gótico (1991).
Colaboró activamente en la realización del catálogo del fondo medieval del Museo Frederic Marès de Barcelona. Dirigió la revista del Departamento de Historia del Arte de la Universidad Autónoma de Barcelona Locus Amoenus desde su creación en 1995. También participó en las revistas Cuadernos de Historia de España (Buenos Aires), Traza y Baza (UB), D’Art (UB), Quaderns d’Estudis Medievals (Art Estudi) y Artigrama (Universidad de Zaragoza).
Fue miembro del Comité Español de Historia del Arte entre 1982 y 1988. A partir de 1990 formó parte de la Junta de Museos de Cataluña y de la Junta de Qualificación, Valoración y Exportación de Bienes del Patrimonio Cultural de Cataluña.

## Obras destacadas

### Autor
- Iconografía de la miniatura castellano-leonesa. Siglos XI y XII. (Extracto Tesis). Ediciones Castilla: Madrid, 1973
- Arte y arquitectura en España 500-1250. Cátedra (Manuales Arte): Madrid, 1979 (9ª ed., 2000)
- Arte medieval (Historia del arte hispánico, II). Alhambra: Madrid, 1980 (2ª ed., 1982)
- El Pórtico de la Gloria. Ed. Cero Ocho–Alianza: Cuenca-Madrid, 1984
- Arte asturiano, arte “mozárabe”. Servicio de Publicaciones, Universidad de Extremadura (Cuadernos de historia del arte, 5): Cáceres, 1985
- Formas artísticas de lo imaginario Anthropos (Palabra plástica, 9): Barcelona, 1987
- El arte gótico II. Historia 16 (Historia del arte, 20): Madrid, 1991
- La pintura del antiguo Egipto. Ed. Vicens- Vives (Historia visual del arte, 2): Barcelona, 1991
- Gil de Siloé Historia 16 (Cuadernos de Arte Español, 3): Madrid, 1991
- Baja Edad Media. Los siglos del gótico. (Introducción al Arte español). Sílex: Madrid, 1992
- El arte bizantino. Anaya (Biblioteca Básica de Arte). Madrid, 1991. (Edición italiana, Fenice 2000, Milán 1995)
- Los Reyes Católicos. Paisaje de una monarquía. Nerea: Madrid, 1993
- Retaules gòtics de la Seu de Manresa. Angle Editorial (Patrimoni Artístic de la Cataluña Central, 1): Manresa, 1993
- Jan van Eyck Historia 16 (El Arte y sus creadores, 5): Madrid, 1994
- Fuentes de la Historia del Arte I. Historia 16 (Conocer el Arte, 21): Madrid, 1997
- El Bosco y la pintura flamenca de los siglos XV- XVI. Guía de sala. Fundación Amigos del Museo del Prado- Alianza Editorial: Madrid, 1998 (edición en inglés)
- El Jardín de las Delicias de El Bosco. T.F. Editores: Madrid, 1998
- Beato de Líebana. Manuscritos iluminados. M. Moleiro ed.: Barcelona, 1998
- El retablo de la Flagelación de Leonor de Velasco. Ediciones El Viso: Madrid, 1999
- Gil Siloe. El Retablo de la Concepción en la Capilla del obispo Acuña. Asociación Amigos de la Catedral de Burgos: Burgos, 2000
- Alejo de Vahía, mestre d’imatges “catálogo de exposición”. Museu Frederic Marès- Ajuntament de Barcelona (Quaderns del Museu Frederic Marès. Exposicions, 6): Barcelona, 2001
- La nobleza ante el rey. Fundación Iberdrola. Madrid. 2003.

### Editor
- Arte medieval I. Alta Edad Media y Bizancio. (Fuentes y documentos para la Historia del Arte, II) (ed. y coord.). Gustavo Gilí: Barcelona, 1982
- Arte Medieval II.  Románico y Gótico. (Fuentes y documentos para la Historia del Arte, III) (ed. y coord.). Gustavo Gilí: Barcelona, 1982
- Actas del V Congreso Español de Historia del Arte. (Barcelona, 29 octubre- 3 noviembre 1984) (J. Yarza y F. Español, eds.), vol. I Generalidad de Cataluña, Barcelona, 1986
- Estudios de iconografía medieval español. Universidad Autónoma de Barcelona:  Bellaterra, 1984
- Catàleg d’escultura i pintura medievals. (Fons del Museu Frederic Marès/1), (F. Español y J. Yarza, dir.), Barcelona, 1991
- El Museo Frederic Marès. Barcelona (F. Español y J. Yarza), Ludion- Ibercaja (Musa Nostra. Colección Europea de Museos y monumentos): Bruselas, 1996
- L’artista artesà medieval a la Corona d’Aragó. Actes (Lleida, 14- 16 enero 1998). (J. Yarza y F. Fité, eds.) Institut d’Estudis Ilerdencs- Edicions de la Universitat de Lleida, 1999
- La miniatura medieval en la península Ibérica. Murcia: Nausícaä, 2007